# José Salgueiro
José Salgueiro Carmona (Sevilla, 1941) es un político español, miembro del Partido Socialista Obrero Español.

## Biografía
José Salgueiro Carmona es licenciado en Ciencias Económicas por la Universidad de Sevilla y profesor Mercantil. Además, es funcionario de carrera del Ministerio de Hacienda desde el año 1964.
José Salgueiro Carmona ha sido interventor delegado de la consejería de Obras Públicas y Transportes y director general de Carreteras de dicha consejería. En 1990 fue nombrado viceconsejero de Economía y Hacienda, cargo que ostentó hasta el 10 de febrero de 2004, cuando fue nombrado consejero de Economía y Hacienda. Ese mismo año, tras las elecciones, fue sustituido por José Antonio Griñán Martínez y fue nombrado presidente de la Red Nacional de los Ferrocarriles Españoles (RENFE), sustituyendo a Miguel Corsini. Bajo su presidencia, RENFE fue disuelta y sustituida por dos nuevas entidades estatales: Adif, ente gestor de las infraestructuras ferroviarias, y Renfe Operadora, compañía que retuvo la explotación de los ferrocarriles de titularidad pública.
El día 26 de julio del 2022, el Tribunal Supremo confirmó la setencia de la Audiencia Provincial de Sevilla, en la que se le condenó a nueve años de inhabilitación especial por un delito continuado de prevaricación en el Caso ERE.